# Aloe 'Cha-Cha'
Aloe 'Cha-Cha' é uma espécie de liliopsida do gênero Aloe, pertencente à família Asphodelaceae.